# Cellular V2X

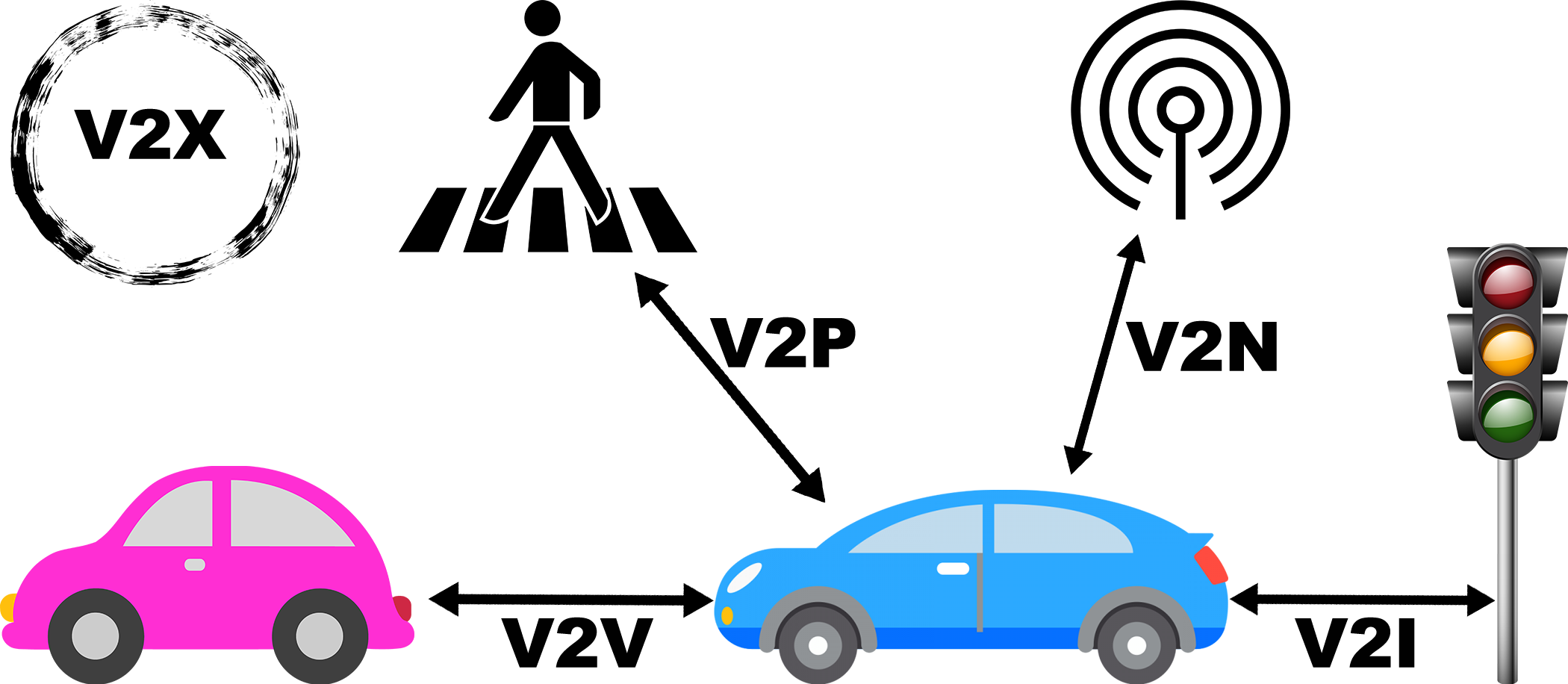
Cellular V2X correspon a l'enllaç V2N.

La comunicació Vehicular-to-Everything (V2X) és important per permetre serveis de transport segurs, fiables i eficients, que es poden implicar tant a curt com a llarg termini i poden satisfer els requisits d'avui i de demà. Cellular V2X (amb acrònim anglès C-V2X) és la tecnologia desenvolupada dins del 3rd Generation Partnership Project (3GPP) i dissenyada per funcionar en els modes vehicle-to-vehicle i vehicle-to-network. Es tracta d'una tecnologia destacada propera que pot assolir els requisits V2X i planificar, de manera més sistemàtica, el camí cap a la conducció connectada i automatitzada. La comunicació de vehicle a tot (V2X) és important per generar informació en temps real i altament fiable per implementar serveis de transport segurs, eficients i respectuosos amb el medi ambient i establir les bases per a la conducció connectada i automatitzada (CAD). Cellular Vehicle-to-everything (C-V2X) té un gran potencial per oferir beneficis de transfiguració justos per millorar la gestió del trànsit de vehicles a tot el món. Ajuda a alleujar problemes com la congestió del trànsit, l'augment del consum de combustible, la seguretat viària i la capacitat de la carretera minimitzada. Presenta la subestructura perquè els vehicles puguin comunicar-se entre ells i amb tot el que els envolta, proporcionant una consciència total de la no-línia de visió i un major nivell de predictibilitat per a una millor seguretat viària i conducció autònoma.
Cellular V2X és un estàndard 3GPP per a aplicacions V2X com ara els cotxes autònoms. És una alternativa a 802.11p, l'estàndard especificat IEEE per a V2V i altres formes de comunicacions V2X.
Cellular V2X utilitza connectivitat mòbil 4G LTE o 5G estandarditzada per 3GPP per intercanviar missatges entre vehicles, vianants i dispositius de control de trànsit al costat dels camins, com ara senyals de trànsit. Normalment utilitza la versió 5.9 Banda de freqüència de GHz, que és la freqüència del sistema de transport intel·ligent (ITS) designada oficialment a la majoria de països. C-V2X pot funcionar sense assistència de xarxa i supera el rang de DSRC en un 25%.
C-V2X es va desenvolupar dins del Projecte d'associació de tercera generació (3GPP) per substituir DSRC als EUA i C-ITS a Europa.
La comunicació de vehicle a tot (V2X) és important per proporcionar fluxos d'informació en temps real i altament fiables per permetre serveis de transport segurs, eficients i respectuosos amb el medi ambient i liderar el camí cap a la conducció connectada i automatitzada. Cellular V2X (C-V2X) és la tecnologia desenvolupada en 3GPP i està dissenyada per funcionar de dues maneres:
- Dispositiu a xarxa: comunicació mitjançant enllaços cel·lulars convencionals per a aplicacions de vehicle a xarxa (V2N), com ara serveis al núvol en solucions d'extrem a extrem.
- Dispositiu a dispositiu: comunicació directa sense utilitzar la programació de xarxa per a aplicacions vehicle-to-vehicle (V2V),[5] vehicle-to-infraestructura (V2I) i vehicle-to-pedestrian (V2P)[5] com ara com a protecció i peatge dels usuaris vulnerables de la carretera[6]

La comunicació en mode 4 C-V2X es basa en un esquema d'assignació de recursos distribuïts, és a dir, una programació semipersistent basada en detecció que programa els recursos de ràdio de manera autònoma a cada equip d'usuari (UE).